# Office for Contemporary Art Norway
Office for Contemporary Art Norway är en norsk stiftelse som verkar inom samtidskonsten för att stärka kontakterna mellan norska konstnärer och utländsk samtidskonst med statlig finansiering. 
Office for Contemporary Art Norway grundades 2001 av norska staten genom Kulturdepartementet och Utenriksdepartementet och påbörjade sin verksamhet 2002. Stiftelsen administrerar Utenriksdepartementets resestipendier för bildkonstnärer och Norges deltagande i Konstbiennalen i Venedig och ett utbytesprogram för norska konstnärer och kuratorer i New York, Berlin, Istanbul, Brussel, Rio de Janeiro, São Paulo och Beijing, samt för utländska konstnärer och kuratorer i Norge. 
Stiftelsen kan också subventionera icke-kommersiella internationella institutioner och internationellt verksamma kuratorer avseende inkluderande av norska konstnärer, kuratorer och kritiker i viktiga utställningar. Detta ledde bland annat till att sju samiska konstnärer 2017 deltog i documenta 14 i Atén och Kassel, bland andra Máret Ánne Sara, Joar Nango och Britta Marakatt-Labba.

## Direktörer
- 2002–2005 Ute Meta Bauer
- 2005–2013 Marta Kuzma
- 2014–  Katya García-Antón